# Vương phi
Vương phi (chữ Hán: 王妃; Kana: おうひOuhi; Hangul: 왕비Wangbi; tiếng Anh: Princess consort), là phong hiệu biến thể của Phi theo hệ thống tước vị. Thông thường đây là tước vị dành cho những người vợ của Quốc vương, hoặc những Hoàng tử được phong tước Vương tại các quốc gia Đông Á. Đối với Vợ Hoàng tử gọi là Hoàng tử phi.
Trong ngôn ngữ Nhật Bản, cách gọi "Vương phi" không chỉ là nói đến vợ của Thân vương, mà còn nói đến các bà Hoàng hậu hay Vương hậu một cách chung chung, tương tự cách người Việt Nam gọi "Hoàng hậu" cho toàn bộ vợ Vua, bất kể vị Vua ấy mang tước hiệu Hoàng đế hay Quốc vương.

## Khái niệm
Như định nghĩa về chữ 「Phi; 妃」, đó nguyên bản là một cách gọi vợ, tức "chính thất" của các vị Vua thời viễn cổ, từ đời nhà Thương và nhà Chu thì 「"Thiên tử chi Phi viết Hậu"; 天子之妃曰后」, do đó từ "Phi" dần không còn được nhắc đến như một tước hiệu nữa, mà gần như thành một danh từ.
Từ thời nhà Hán, các Hoàng tử đều trở thành Quốc vương, ban đầu thì do chế độ chư hầu còn theo triều đại nhà Chu nên đất phong đều ở trạng thái Tiểu quốc độc lập quy phụ triều đình, do vậy vợ của các Hoàng tử Vương đều là Vương hậu, mẹ là Vương thái hậu. Từ thời Tào Ngụy về sau, tước Vương dần bị tiêu giảm đáng kể, đất phong dần thành Thực ấp phong kiến mà không còn hình thái Tiểu quốc độc lập quy phụ triều đình nữa, cho nên "Vương hậu" không còn thích hợp để gọi vợ của Hoàng tử Vương. Lúc này "Vương phi" được sử dụng.
Bên cạnh vợ cả, Hoàng tử Vương cũng có các thiếp xuất thân cao, lúc này lại phân ra tình trạng gọi 「Chính phi; 正妃」 cho người chính thất, mà các Thị thiếp có danh phận cao được gọi là 「Trắc phi; 側妃」 hoặc 「Thứ phi; 次妃」. Thế nhưng phần lớn "Chính phi" rồi "Trắc phi" này chỉ là một dạng nhã xưng - tức xưng hô lịch sự mà không đưa vào quy hoạch tước vị chính thức của triều đình, phần lớn "Vương phi" đều chỉ nói đến chính thất mà không phải trắc thất cùng thiếp thất.

## Lịch sử
Từ thời Tây Hán, ngoài Hoàng đế thì nhà Hán còn ban hành chính sách "Chư hầu Vương", các Chư hầu Vương này cai trị một nước chư hầu, và vợ chính của họ được gọi là Vương hậu, tước "Phi" dùng để ám chỉ Hoàng thái tử phi - vợ của Hoàng thái tử. Như trường hợp ở đây có Vương Chính Quân, vợ của Hán Nguyên Đế, do họ Vương và là Thái tử phi, nên được gọi [Vương phi]. Sang thời Đông Hán, lịch sử Đông Á mới có lần đầu xuất hiện của tước vị Vương phi, ý chỉ đến "Vợ của tước Vương hiệu là Phi", đó là vợ cả của Thanh Hà Hiếu vương Lưu Khánh, xưng gọi [Thanh Hà Hiếu vương phi; 清河孝王妃], lại có sinh mẫu của Hán Chất Đế Lưu Toản là Trần phu nhân thụ phong [Bột Hải Hiếu vương phi; 渤海孝王妃], hoặc chính thê của Hán Thiếu Đế Lưu Biện là Đường Cơ được phong làm [Hoằng Nông vương phi; 弘農王妃]. Tuy vậy ba tước vị này lại chỉ mang ý nghĩa tấn tặng, vì thời điểm hai người thụ tước thì chồng đều đã qua đời, đại đa số đề cập chính thất của tước Vương đời Đông Hán được gọi đơn giản là [Vương phu nhân; 王夫人].
Từ đó về sau, sang thời Tào Ngụy, các Hoàng tử được phong làm tước Vương thì vợ chính của họ được gọi là Vương phi, như chính thê của Ngụy Minh Đế Tào Duệ khi còn là Bình Nguyên vương là Ngu phi, rồi Chử Toán Tử khi gả cho Tấn Khang Đế lúc còn là Lang Tà vương đã được gọi là Lang Tà vương phi. Lệ này kéo dài xuyên suốt các triều đại về sau, nhưng đến thời nhà Tống thì lại ban danh hiệu của Mệnh phụ cho vợ các Hoàng tử, trong đó có [Quốc phu nhân; 國夫人] hoặc [Quận phu nhân; 郡夫人] là những tước hiệu cố định dành cho Chính phi của các Hoàng tử mang tước Vương. Tiếp đó thời nhà Minh, cách gọi "Vương phi" dành cho Hoàng tử Chính phi được khôi phục. Do triều Minh chia tước Vương làm Thân vương và Quận vương, địa vị khác nhau, vợ của họ tương ứng được gọi là [Thân vương phi; 親王妃] cùng [Quận vương phi; 郡王妃] do đó cũng khác biệt về địa vị. Tuy các công thần khác họ vẫn có thể được truy tặng tước Vương, nhưng vợ của họ chỉ được gọi là ["Vương phu nhân"] mà không thể xưng Vương phi. Thời nhà Thanh, triều đình gọi các Vương phi là Phúc tấn, tuy nhiên "Vương phi" vẫn thỉnh thoảng được dùng theo một cách không chính thức.
Ở những nước cũng xưng Hoàng đế như Nhật Bản, vợ của Thân vương (親王) gọi là Thân vương phi (親王妃), như Thân vương phi Kiko, vợ của Thân vương Fumihito. Tại các quốc gia có truyền thống các vị vua xưng Vương, như Triều Tiên và Lưu Cầu thì chính thất của họ là Vương phi. Vào thời kỳ đầu Cao Ly, chính phối của Quốc vương xưng là Vương hậu, sau con lên ngôi xưng là [Vương thái hậu; 王太后]. Tuy nhiên, sau này các vua Cao Ly chỉ phong cho vợ mình làm Vương phi, chồng chết thành [Vương thái phi; 王太妃], sau khi chết mới được truy hiệu Vương hậu. Tục lệ này được nhà Triều Tiên noi theo, chỉ là Vương thái phi thay bằng [Vương đại phi; 王大妃] mà thôi. Tuy nhiên, vương tộc Triều Tiên Lý thị thời xưa thường gọi tránh danh hiệu Vương phi, mà thường gọi họ bằng các từ ám chỉ như là Trung điện (中殿), Khôn điện (坤殿), hay Trung cung (中宮).
Tại Vương quốc Lưu Cầu, Vương phi là chính thất của Quốc vương, còn được gọi tôn kính là [Quốc phi; 國妃].

## Dịch thuật phương Tây
Cụm từ Princess consort là dành cho phối ngẫu của một Thân vương (Sovereign Prince) đang trị vì một Thân vương quốc hoặc là phối ngẫu của một Thân vương thuộc vương tộc, như 「Princess of Wales; Vương phi xứ Wales」, chính phối của danh hiệu 「Prince of Wales; Thân vương xứ Wales」 của Vương thất nước Anh.
Đôi khi danh từ này lại sử dụng cho chính phối của một Quốc vương (King), nếu cụm từ thông dụng là Vương hậu (Queen) không được dùng. Chẳng hạn như Princess Lalla Salma của Maroc, chính phi của Quốc vương Mohammed VI của Maroc. Camilla, Công tước phu nhân xứ Cornwall, vợ thứ hai của Charles, Thân vương xứ Wales từng phát biểu nếu Charles lên ngôi, bản thân bà sẽ chỉ dùng danh hiệu Princess consort (Vương phi) mà không phải là Queen consort (Vương hậu), điều này đã gây nhiều ngôn luận vì trong lịch sử nước Anh chưa từng có tiền lệ.

## Tại Việt Nam
Ở Việt Nam, danh xưng "Vương phi" cũng dùng để gọi các vợ của Vương, là chúa Trịnh hoặc các Hoàng tử được phong tước, tuy nhiên không chính thức lắm. Theo Đại Việt thông sử của Lê Quý Đôn, ghi chép về vợ của An vương Lê Tuân là Trịnh Thị Chuyên được tặng làm "Thanh Tiết Quận phu nhân", thì có lẽ quy chế nhà Lê của Việt Nam khá tương đồng với nhà Tống.
Sang thời Nguyễn, các Hoàng tử phi đều gọi là Phủ thiếp, vì triều đại này cực kỳ hạn chế dùng tước Vương cho các Hoàng tử, đa phần chỉ là tước Công. Dùng danh xưng Vương phi thường chỉ để trao tặng những người có địa vị quan trọng, như bà Bùi Thị Thanh - mẹ đẻ của Vua Đồng Khánh. Theo vai vế tông pháp, Vua Đồng Khánh đã là con của Vua Tự Đức, nên ông chỉ nhận mẹ là bà Võ Thị Duyên, người đã được tôn làm Trang Ý Hoàng thái hậu. Dẫu vậy, nhà Vua vẫn nghị tôn cha mẹ ruột tước hiệu xứng đáng, nên đã triệu tập nghị sự. Đại Nam thực lục thời Đồng Khánh có nói qua chuyện này:
| “                                                        | Tuân Quốc công là Miên Trữ và Hoà Thịnh Quận công là Miên Tuấn, vì nói bậy bạ, bị đoạt lại chức tước. Bấy giờ, tôn nhân, đình thần dâng sớ xin tấn phong cho Kiến Vương phi. Hai công hôm vào chầu lấy tờ sớ mở ra xem, rồi cùng nhau bàn riêng, Miên Trữ nói: “Từ xưa tới nay chưa có Phủ thiếp được phong Vương phi”. Miên Tuấn nói: “Việc ấy là phép cấm của đời Hán, Tống”. Quan Khoa đạo đem việc ấy tâu lên. Chuẩn cho đình thần xét bàn. Sau tâu trả lời rằng: “Năm Tự Đức thứ 27 [1874], đình thần theo lệnh xét bàn về việc truy tôn chính bố mẹ sinh ra, trong tập tâu có khoản nói: 'Nên ưu tiên bằng hậu lộc, tôn làm tước Vương'; tập ấy đã được thánh thượng phê cho theo lời bàn ấy. Lại xét lời bàn ấy của Y Xuyên, ngay bấy giờ dẫu chưa thi hành, nhưng lời bàn của hậu nho cho là được tình lễ chính đáng. Nay tôn vương như được thêm chữ “thái”, thì đối với các vương có phân biệt mà đối với chính thống tưởng cũng không ngại, xin theo lời bàn của bộ, tấn tôn làm Kiên Thái vương. Còn như vợ của Tôn vương là Bùi Quý thị, xin tấn phong làm Vương thái phi, hầu hợp tình lễ. Lại vâng xét tên thuỵ để nêu đức tốt hai chữ 'Thuần Nghị' đều là chữ tốt đẹp, có hợp cái chí của tôn vương lúc sinh tiền, như được đem dùng, đối với ý nghĩa đều được hoàn toàn chu đáo”. Hoàng đế phê bảo: “Lời bàn trước có khoản: Nên biên thêm 'Hoàng thúc', sao không đề cập đến thuỵ hiệu, chức, tước, có nên y cho biên không?”. Đình thần tâu trả lời:“Tự Đức năm thứ 29 [1876], theo nghị chuẩn cho nghi lễ: Xưng, hô, tiếp, ngộ, chính của cha sinh ra, ngày nay xưng là Thúc [chú], ngày sau thì xưng là 'Hoàng thúc'. Nay Tôn vương xin theo cho xưng là Hoàng thúc, mà thần chủ xin biên là Hiển khảo Hoàng thúc tặng Kiên Thái vương, thuỵ Thuần Nghị; bên cạnh biên: 'Hiếu tử Ưng Đăng phụng thờ'. Đề ở bia xin biên những chữ: 'Hoàng thúc tặng Kiên Thái vương thuỵ Thuần Nghị'. Còn Bùi Quý thị xin tấn phong là Kiên Thái Vương phi, ngõ hầu được hợp tình lễ”. Hoàng đế nói:“Thái vương xưng là Hoàng thúc, nghị ấy đã thành, còn như Thái Vương phi, theo nghị ấy, dịch ra thì gọi là gì?”. Đình thần tâu trả lời: “Tự Đức năm thứ 29, bàn về chuẩn cho, trong có một khoản là: Hoàng tử đối với chính cha sinh ra mình, xưng là Thúc phụ. Lại một khoản: Cha mẹ sinh ra mình, chỉ xưng là Hoàng bá thúc phụ mẫu, không được xưng là khảo, tỷ hay đế. Nay xin theo lời chuẩn trước, xưng là Hoàng thúc phụ, còn thần chủ và đề ở bia đều biên thêm chữ 'phụ'; Thái vương phi xin xưng là Hoàng thúc mẫu”. Hoàng đế đều cho theo đó mà làm, xuống Dụ rằng: “Nay cứ theo Tôn nhân, đình thần cùng lời kêu xin, nên chiểu theo lời bàn của Trình Di về Bộc vương, tấn tặng Kiên vương là Kiên Thái vương, vợ của Vương ấy là Bùi thị, tấn phong là Kiên Thái vương phi. Về xưng hiệu thì theo lời bàn năm Tự Đức thứ 29, chuẩn cho xưng là Hoàng thúc phụ, Hoàng thúc mẫu, cùng khoản đặt tên thuỵ hay đổi dùng 2 chữ 'Thuần Nghị', ngõ hầu hợp chí vương khi còn sống, trẫm 2 - 3 lần giao cho luận bàn công, lần lượt tâu lên, đều cho lời bàn trước là đúng, tưởng đã rất thích đáng, đã đem việc ấy tâu lên Lưỡng cung, kính được bằng lòng y cho. Vả lại, chính thống nghĩa là rất trọng, mà ơn sinh thành, vốn ở chí tình, duy hợp với lẽ phải của trời, lòng người được yên, là đạo chính của lễ. Trẫm châm chước tiếp thu lời của các quan, kính vâng ý Chỉ, tấn tặng Kiên vương là Kiên Thái vương, tên thuỵ là Thuần Nghị và vợ của vương là Bùi thị, tấn phong là Kiên Thái Vương phi, về xưng hiệu chuẩn theo lời bàn trước, còn như việc nên làm, nên giao cho quan có trách nhiệm xét từng khoản định liệu mà làm, cho hợp điển lễ”. | ” |
| — Đại Nam thực lục - "Cảnh Tông Thuần Hoàng đế thực lục" | |   |